# Velered kraljice Jelene s lentom i Danicom
Velered kraljice Jelene s lentom i Danicom je odlikovanje Republike Hrvatske koje zauzima drugo mjesto po važnosnome slijedu u redoslijedu hrvatskih odlikovanja. (odmah iza Velereda kralja Tomislava s lentom i Velikom Danicom). Velered je ustanovljen 10. ožujka 1995. godine.
Velered se dodjeljuje:
- dostojanstvenicima, visokim državnim dužnosnicima i čelnicima međunarodnih organizacija za njihov doprinos međunarodnom ugledu i položaju Republike Hrvatske;
- hrvatskim i stranim, predsjednicima parlamenata i vlada, za izniman doprinos neovisnosti i cjelovitosti Republike Hrvatske, izgradnji i napretku Republike Hrvatske te za izniman doprinos razvitku odnosa Republike Hrvatske i hrvatskog naroda s drugim državama i narodima;
- najvišim vojnim dužnosnicima oružanih snaga Republike Hrvatske za izniman doprinos u stvaranju ratne strategije i vojne doktrine, zasluge u izgradnji Hrvatske vojske, te za osobite uspjehe u vođenju i zapovijedanju postrojbama oružanih snaga Republike Hrvatske.

## Izgled
Velered se sastoji od znaka Velereda s lentom, Danice, male oznake Velereda te umanjenice Velereda. 
Znak Velereda ima oblik trolisnog križa s kruništem čiji su gornji lijevi i desni krak rascijepljeni. Srebrna podloga križa ispunjena je nebeskoplavim emajlom i prošarana mnoštvom zlatnih križića. Krunište je napravljeno od povijesnih grbova hrvatskih zemalja ispod kojih je natpis Kraljica Jelena. Danica Velereda izrađena je od srebra, ispupčena je i osmerokraka, na licu joj se nalaze osam istaknutih i osam kraćih srebrnih zraka te između njih 16 zraka izrađenih od zlata. U sredini je trolisti križ s kruništem, izradom i veličinom istovjetan znaku Velereda. 
Izgled i tehnička izvedba Velereda, kao i izgled i opis isprave o dodjeli Velereda propisani su posebnim Pravilnikom Velereda.

## Poticaj za dodjelu i uručivanje
Velered se dodjeljuje na poticaj predsjednika Republike, predsjednika Hrvatskoga sabora, predsjednika Vlade ili nadležnog ministra.
Predsjednik Republike uručuje Velered osobno ili može kao svog izaslanika za uručenje Velereda imenovati predsjednika Hrvatskoga sabora, predsjednika Vlade Republike Hrvatske te iznimno osobu po odluci predsjednika Republike.

## Način nošenja i isticanja
Način nošenja i isticanja uređeno je posebnim pravilnikom Velereda. Odlikovane osobe ističu Velered prilikom svečanih prigoda (npr. proslava nacionalnih blagdana, svečani primjemi i sl.).
Lentu s Veleredom kraljice Jelene odlikovane osobe ističu ovješenu od desna ramena na lijevi bok zajedno s Danicom na lijevoj strani grudi. Ako je osoba odlikovana i Veleredom kralja Tomislava s lentom i Velikom Danicom, ističe uz Velered kralja Tomislava s lentom i Velikom Danicom samo Danicu Velereda kraljice Jelene (bez lente).
Mala oznaka Velereda ističe se isključivo na službenoj odori (npr. vojna odora, policijska odora, i sl.), a umanjenica isključivo na civilnoj odjeći. Umanjenica Velereda ističe se prilikom svečanih prigoda, uz obraćanje pozornost na primjeren izgled, ponašanje i dostojanstvo kao i važnost prigode kada se odlikovanje ističe. Žene ističu umanjenicu Velereda na lijevoj strani grudi, dok je muškarci ističu u lijevom zapučku, odnosno na lijevom suvratku odijela, uz druge umanjenice složene u niz po važnosnome slijedu. Zajedno sa znakom Velereda i Danicom nije dopušteno isticati malu oznaku i umanjenicu istog Velereda.

## Nositelji/ce Velereda
Veleredom kraljice Jelene s lentom i Danicom, između ostalih, odlikovani su:
- Moza bint Nasser[1]
- Albert Arnold "Al" Gore Jr.[2]
- Silvija, kraljica Švedske[3]
- Anna Komorowska[4]
- Jacques Rogge[5]
- Martin Špegelj[6]
- Kraljica Sonja od Norveške[7]
- Josip Manolić[8]
- Luka Bebić[8]
- Ivo Sanader[8] - odlikovanje oduzeto[9]
- Ivica Račan - posmrtno[10]
- Yasuo Fukuda[11]
- Mikuláš Dzurinda[12]
- Wolfgang Schüssel[12]
- Helmut Kohl[13]
- Gerhard Schröder[13]
- Josep Borrell Fontelles[13]
- Wilfired Martens[13]
- Hans-Gert Pöttering[13]
- Nj. K. V. princ Henrik od Danske[14]
- József Antall[15]
- Madeleine Albright[16]
- kard. Franjo Kuharić[17]
- Majka Terezija iz Calcutte[18]
- Alija Izetbegović[19]
- Krešimir Zubak[19]
- Boris Šprem - posmrtno[20]
- Jadranka Kosor[21]